# Labaroche
Labaroche är en kommun i departementet Haut-Rhin i regionen Grand Est (tidigare regionen Alsace) i nordöstra Frankrike. Kommunen ligger i kantonen Lapoutroie som tillhör arrondissementet Ribeauvillé. År 2022 hade Labaroche 2 174 invånare.

## Befolkningsutveckling
Antalet invånare i kommunen Labaroche
| Referens: INSEE |